# Maurice Camier
Maurice Camier, né le 15 juin 1884 à Cambrai (Nord) et décédé le 6 novembre 1933 à Paris, est un homme politique français.

## Biographie
Représentant de commerce, militant SFIO, il est conseiller municipal et député de la 1re circonscription de Cambrai de 1932 à 1933.

## Sources
- « Maurice Camier », dans le Dictionnaire des parlementaires français (1889-1940), sous la direction de Jean Jolly, PUF, 1960 [détail de l’édition]